# Johan I av Mecklenburg
Johan I "Teologen" av Mecklenburg, tyska Johann "der Theologe", född senast omkring 1211, död 1 augusti 1264, var furste av Mecklenburg 1226-1264. Han var äldste son till Henrik Burwin II av Mecklenburg (död 1226) och svenska Kristina (levde 1248).

## Biografi
Johan efterträdde jämte sina yngre bröder den döde fadern i styret av Rostock 1226. 1227 titulerade han sig herre av Mecklenburg, 1230 herre av Rostock, 1232 furste av Mecklenburg samt 1257 herre av Wismar.
I slaget vid Bornhöved i Holstein 1227, då Valdemar Sejr besegrades, gjorde sig Johan och bröderna fria från dansk överhöghet. Men mecklenburgarna hamnade nu istället under sachsiska och holsteinska länsanspråk, vilket resulterade i ständiga strider med Sachsen-Lauenburg och Schauenburg-Holstein.
Tvister förekom även mellan Johan och hans yngre bröder. Stridigheterna ledde 1234/1236 till en delning mellan dem, varvid Johan erhöll de gamla mecklenburgska stamområdena. Denna delning kom att föranleda århundraden av strider mellan linjerna Mecklenburg och Wenden-Werle.
Då brodern Pribislavs grevskap Parchim sönderföll vann Johan 1256 Sternberg. Han hamnade därmed i motsättningar med Schwerin, vilket vann den största delen av grevskapet.
Johan försökte förgäves vinna tillbaka östra Holstein-Wagrien från Schauenburg-Holstein. Han kämpade också med Schwerins biskopar om tiondet och andra rättigheter.
Under Johans regering grundades Malchow och Güstrow som städer. Han stödde kyrkan och utvidgningen av tyska bosättningar. 1262 slöt han ett förbund med welferna mot Danmark.
Johan avled 1 augusti 1264.

## Äktenskap och barn
Johan gifte sig 1229 med Luitgard av Henneberg (död 1267 före 14 juni, begravd i Doberan). Paret fick följande barn:
1. Henrik I av Mecklenburg (död 1302), furste av Mecklenburg
2. Albrecht I av Mecklenburg (död 1265), medregent av Mecklenburg
3. Elisabet av Mecklenburg (död före 6 februari 1280), gift med greve Gerhard I av Holstein (död 1290)
4. Nikolaus III av Mecklenburg (död 1289/1290), präst, medregent av Mecklenburg
5. Poppo (död före 1264), riddare i Tyska Orden
6. Johan II av Mecklenburg (död 1299), medregent av Mecklenburg
7. Herman (död före 4 oktober 1273), scholasticus i Schwerins katedral 1265